# 岡山市立操明小学校
岡山市立操明小学校（おかやましりつそうめいしょうがっこう）は、岡山県岡山市中区藤崎にある岡山市立の小学校。

## 沿革
- 1996年4月1日 - 岡山市立操南小学校から分離新設

## 校区
- 岡山市立操南中学校へ進学[1][2]。

## 校区が隣接している学校
- 岡山市立政田小学校
- 岡山市立操南小学校
- 岡山市立平福小学校
- 岡山市立福島小学校
- 岡山市立甲浦小学校 （児島湾を挟んで隣接。）